# Tombe de la Sirène
La tombe de la Sirène (en italien : Tomba della Sirena) est une des tombes étrusques du site du parc archéologique de  Sovana, l'Area archeologica di Sovana, situé en province de Grosseto.

## Histoire
Découverte par le Britannique George Dennis lors de son « voyage en Étrurie » en  1843 et qu'il nomme Tomba della Fonte, cette tombe a été utilisée  au  IIIe – IIe siècle av. J.-C.
Elle fut renommée Tombe de la Sirène, pour la queue bifide du bas-relief  qu'on devine sur le fronton, probablement plus une représentation de Scylla.

## Description
Il s'agit d'une tombe à édicule, creusée dans la paroi de tuf de la colline de  Poggio di Sopra Ripa, dont le motif en bas-relief du fronton surplombe la niche  avec la représentation du défunt allongé dans la pose du banquet entouré de deux divinités de l'au-delà, ou de ses génies tutélaires.
La  chambre funéraire proprement dite a camera est souterraine, accessible par un court dromos ; elle est réservée à un seul mort, Vel Nulina, fils de Vel, comme l'indique l'inscription de la façade. Elle n'est pas sous l'aplomb de l'édicule et a été probablement creusée plus tard que la structure du fronton. Ses faibles dimensions laissent supposer qu'elle était destinée à recevoir l'urne cinéraire du défunt.